# Shia LaBeouf
Shia LaBeouf   (Los Angeles, 11 de juny de 1986) és un actor de cinema i televisió. El 2006 va guanyar el premi al millor actor masculí del Festival Internacional de Cinema de Gijón pel seu paper a A Guide To Recognizing Your Saints.

## Vida personal
El setembre de 2018, es va anunciar que la parella s'havia separat i va sol·licitar el divorci. Tanmateix, el febrer de 2022, es va informar que Goth estava embarassada del seu primer fill. Tenen una filla, nascuda el març de 2022.

## Filmografia
- 1998: The Christmas Path
- 2003: Holes
- 2003: Dumb & Dumberer: When Harry Met Lloyd
- 2003: Els àngels de Charlie: Al límit (Charlie's Angels: Full Throttle)
- 2003: The Battle of Shaker Heights
- 2004: Jo, robot
- 2005: Constantine
- 2005: The Greatest Game Ever Played
- 2006: A Guide to Recognizing your Saints
- 2006: Bobby
- 2007: Disturbia
- 2007: Transformers
- 2008: Indiana Jones and the Kingdom of the Crystal Skull de Steven Spielberg
- 2008: Eagle Eye
- 2009: Transformers: Revenge of the Fallen
- 2010: New York, I Love You (part de Shekhar Kapur)
- 2010: Wall Street: Money Never Sleeps d'Oliver Stone
- 2011: Transformers: Dark of the Moon
- 2011:	Maniac
- 2011:	Born Villain
- 2012:	Howard Cantour.com
- 2012:	Sense llei (Lawless)
- 2012:	The Company You Keep
- 2013:	Charlie Countryman
- 2013:	Nymphomaniac
- 2014:	Cors d'acer
- 2015:	Man Down
- 2016:	American Honey
- 2017:	Borg vs. McEnroe

## Televisió
- 1998: Breakfast with Einstein (telefilm)
- 2000-2003: Even Stevens
- 2001: Hounded (telefilm)
- 2002: Tru Confessions (telefilm)
- 2003: The Even Stevens Movie (telefilm)
- 2003: Project Greenlight (temporada 2)
- 2007–2008: Saturday Night Live (2 episodis)